# Friends on Mushrooms (Deluxe Edition)
Friends of Mushrooms (Deluxe Edition) è il nono album del gruppo psy-trance Infected Mushroom pubblicato il 6 gennaio 2015 da Dim Mak Records.

## Il disco
L'album racchiude alcune tracce tratte dagli EP Friends on Mushrooms Vol.1, Friends on Mushrooms Vol.2 e Friends on Mushrooms Vol.3, con l'aggiunta di alcuni singoli inediti come Kafkaf, Kazabubu e Kipod (Riot Remix).

## Tracce
1. Kafkaf – 5:47
2. Bass Nipple – 4:53
3. Savant on Mushrooms (feat. Savant) (Original Mix) – 6:18
4. Kipod (Original Mix) – 7:00
5. Kazabubu – 6:24
6. Now Is Gold (feat. Kelsey Karter) (Original Mix) – 5:53
7. Rise Up (Original Mix) – 5:29
8. Nerds on Mushrooms (feat. Pegboard Nerds) (Original Mix) – 5:33
9. Mambacore – 4:18
10. Where Do I Belong – 3:26
11. Astrix On Mushrooms (feat. Astrix) – 9:56
12. Who Is There (Original Mix) – 4:04
13. Bark (Original Mix) – 4:09
14. Trance Party (Original Mix) – 7:41
15. See Me Now – 5:20
16. The French (Original Mix) – 6:55
17. Kipod (Riot Remix) – 5:47